# Marta Morazzoni
Marta Morazzoni est une écrivaine italienne née à Milan en 1950.

## Biographie
Née en 1950 à Milan, elle effectue ses études à la faculté de philosophie à l’université de cette ville. Elle y obtient un diplôme en philosophie avec spécialisation en anthropologie culturelle sous la direction de Remo Cantoni, avec une étude sur les Inuits du Canada et du Groenland.
Elle a aussi un intérêt marqué pour le théâtre, d’abord comme spectatrice assidue, puis durant quelque temps comme critique théâtrale dans des magazines,. Après ses études, elle enseigne et se découvre un grand intérêt pour des auteurs comme John Testori, Hugo von Hofmannsthal et Marcel Proust. C'est grâce à Proust, lu en français, qu’elle découvre son goût pour l’écriture. Le critique Pietro Citati l’incite, en 1983, à publier. Elle réalise également des traductions de romans, notamment d'Edith Wharton.
En 1986, le recueil de nouvelles La Fille au turban est traduit en neuf langues et est un succès qui la fait connaître du grand public, mais elle ne considère pas l'écriture comme une vraie profession, pour avoir une vie libre sans pressions et sans contraintes. Elle est alors en même temps professeur de littérature dans un institut technique à Gallarate, où elle réside.
Son roman L’Affaire Alphonse Courrier reçoit le prix Campiello 1997.

## Œuvres traduites en français
- La Jeune Fille au turban, [« La Ragazza col turbante »], trad. de Jean-Paul Manganaro, Paris, P.O.L., 1988, 184 p.  (ISBN 2-86744-126-9)
- Une leçon de style, [« Una lezione di stile »], trad. d’Eva Cantavenera, Paris, Éditions de L’Herne, 2005, 312 p.  (ISBN 2-85197-708-3)
- L’Affaire Alphonse Courrier, [« Il caso Courrier »], trad. de Marguerite Pozzoli, Arles, France, Actes Sud, coll. « Lettres italiennes », 2008, 213 p.  (ISBN 978-2-7427-7575-0)

- Prix Campiello 1997
- L’Invention de la vérité, [« L'invenzione della verità »], trad. de Marguerite Pozzoli, Arles, France, Actes Sud, coll. « Lettres italiennes », 2009, 151 p.  (ISBN 978-2-7427-8362-5)
- La Note secrète, [« La nota segreta »], trad. de Marguerite Pozzoli, Arles, France, Actes Sud, coll. « Lettres italiennes », 2012, 299 p.  (ISBN 978-2-330-00568-9)[5]
- Le Feu de Jeanne, [« Il fuoco di Jeanne»], trad. de Marguerite Pozzoli, Arles, France, Actes Sud, coll. « Lettres italiennes », 2015, 192 p.  (ISBN 978-2-330-05636-0)